# احساس مالکیت (فیلم ۱۹۵۳)
احساس مالکیت (ایتالیایی: Gelosia) فیلمی به کارگردانی پیترو جرمی است که در سال ۱۹۵۳ منتشر شد.